# Tituly a vyznamenání Viléma Alexandra Nizozemského

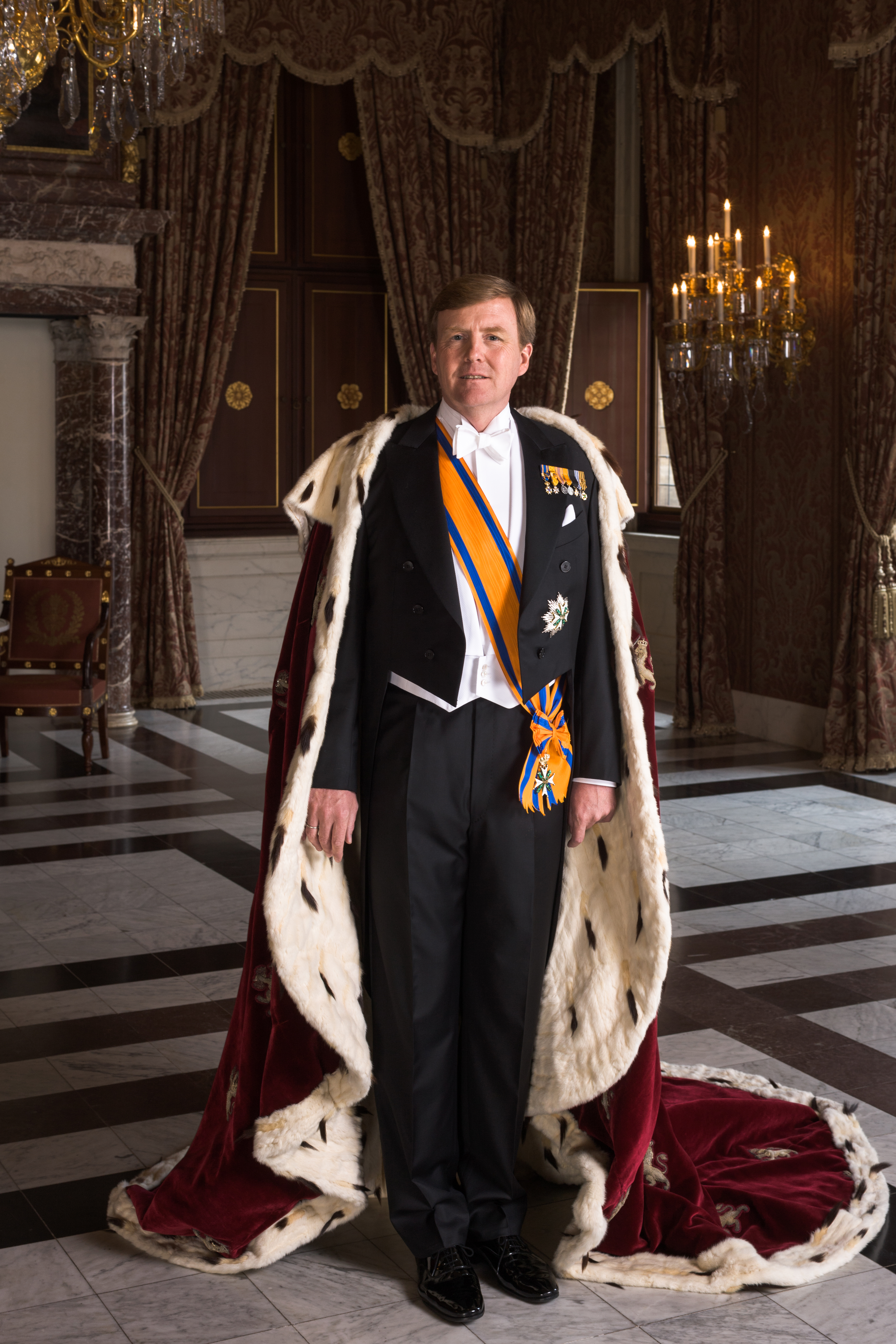
Král Vilém-Alexandr Nizozemský s šerpou Vojenského řádu Vilémova a dalšími vyznamenáními

Vilém-Alexandr Nizozemský před svým nástupem na trůn i jako nizozemský panovník obdržel řadu národních i zahraničních titulů a vyznamenání. Od 30. dubna 2013 je také hlavou nizozemských řádů.

## Tituly
- 27. duben 1967 – 30. duben 1980: Jeho královská Výsost princ Vilém-Alexandr Nizozemský, princ oranžsko-nasavský, vážený pán z Amsbergu
- 30. duben 1980 – 30. duben 2013: Jeho královská Výsost princ oranžský
- 30. dubna 2013 – dosud: Jeho Veličenstvo král nizozemský

Jeho celý titul a oslovení, jak se objevuje v preambulích je: Vilém-Alexandra, z boží milosti, král nizozemský, princ oranžsko-nasavský etc. etc. etc. Třikrát uvedené etc. odkazuje na další tituly nizozemských panovníků.
Král původně uvažoval nad královským jménem Vilém IV., ale v lednu 2013 bylo vyhlášeno, že jako král bude používat jméno Vilém-Alexandr.

## Vojenské hodnosti

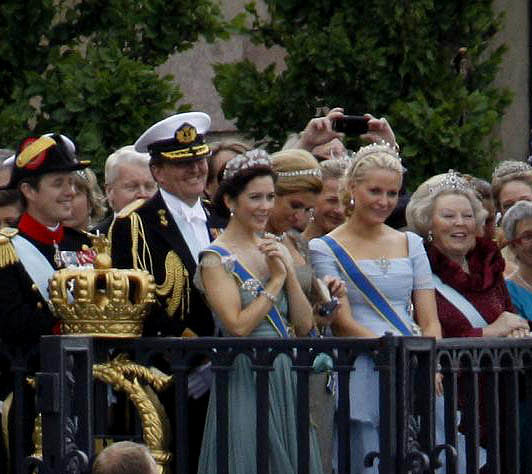
Budoucí král Vilém-Alexandr v námořní uniformě v hodnosti komodora

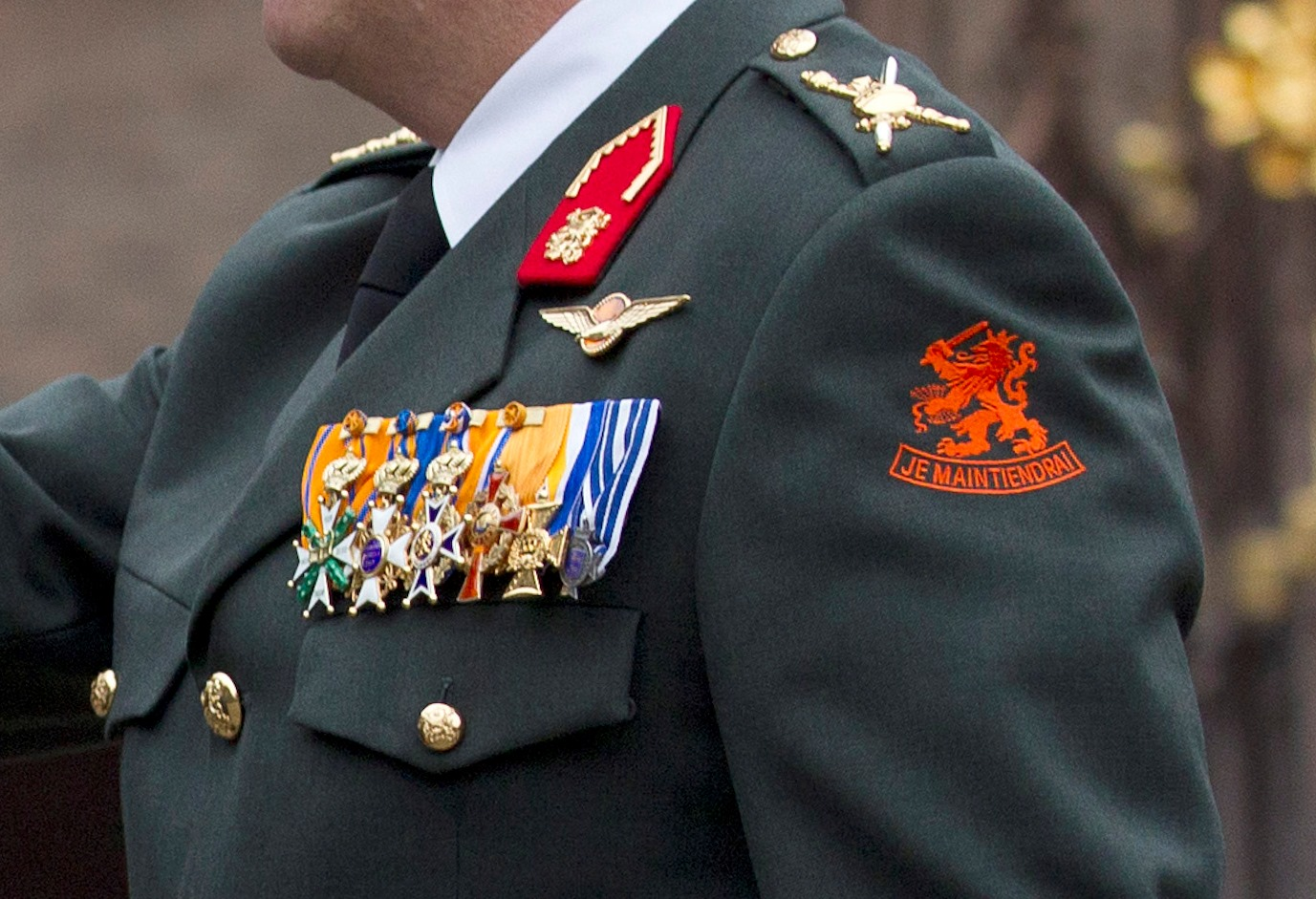
Detailní pohled na královu uniformu s vyznamenáními a královskou insignií

- Nizozemské královské námořnictvo
  - Branná povinnost:
    -  poručík námořní flotily na moři 3. třídy: srpen 1985 – leden 1987
    -  poručík námořní flotily na moři 2. třídy: 1988

  - Rezervisté:
    -  starší poručík námořní flotily na moři 2. třídy: 1988–1995
    -  poručík námořní flotily na moři 1. třídy: 1995–1997
    -  poručík-kapitán námořní flotily na moři: 1997–2001
    -  kapitán námořní flotily na moři: 2001–2005
    -  komodor: 2005–2013
- Nizozemské královské letectvo
  - Rezervisté:
    -  major letectva: 1995–2005
    -  komodor letectva: 2005–2013
- Nizozemská královská armáda
  - Rezervisté:
    -  major: 1995–1997
    -  podplukovník: 1997–2001
    -  plukovník: 2001–2005
    -  brigádní generál: 2005–2013
- Královští tankisté
  - Rezervisté:
    -  brigádní generál: 2005–2013
- Královská insignie (shodná pro všechny složky)
  -  2013 – dosud

## Vyznamenání

Královský monogram Viléma-Alexandra

### Nizozemská vyznamenání

#### Velmistr řádů
- Vojenský řád Vilémův
- Řád nizozemského lva
- Řád dynastie Oranžsko-Nasavské
- spolu-velmistr Nassavského domácího řádu zlatého lva
- Řád Oranžské dynastie
- Řád koruny
- Řád loajality a zásluh
- Řád zlaté archy

#### Osobní nizozemská vyznamenání

Erb Viléma-Alexandra Nizozemského jakožto rytíře Řádu Serafínů

- velkokříž Řádu nizozemského lva – 27. dubna 1985
- rytíř Nasavského domácího řádu zlatého lva – 20. dubna 1980
- velkokříž Řádu Oranžské dynastie – 27. dubna 1967
- Inaugurační medaile královny Beatrix Nizozemské – 30. dubna 1980
- Svatební medaile prince Viléma-Alexandra a Maximy Zorruigety – 2. února 2002

### Zahraniční vyznamenání
- Argentina
  -  velkokříž s řetězem Řádu osvoboditele generála San Martína – 27. března 2017
- Belgie
  -  velkokříž Řádu koruny – 1993
  -  velkokříž Řádu Leopoldova – 28. listopadu 2016
- Brazílie
  -  velkokříž Řádu Jižního kříže – 24. března 2003
- Brunej
  -  Královský rodinný řád Bruneje I. třídy – 21. ledna 2013
- Dánsko
  -  rytíř Řádu slona – 31. ledna 1998[3]
- Estonsko
  -  Řád kříže země Panny Marie I. třídy s řetězem – 5. června 2018[4]
- Francie
  -  velkokříž Řádu čestné legie – 20. ledna 2014[5]
  -  velkokříž Národního řádu za zásluhy
- Chile
  -  velkokříž Řádu za zásluhy – 19. března 2003
- Indonésie
  -  Řád hvězdy Mahaputera I. třídy
- Itálie
  -  velkokříž s řetězem Řádu zásluh o Italskou republiku – 19. června 2017[6]
- Japonsko
  -  velkokříž Řádu chryzantémy
  -  velkokříž s řetězem Řádu chryzantémy – 24. října 2014
- Kapverdy
  -  Řád Amílcara Cabrala I. třídy – 10. prosince 2018[7]
- Litva
  -  velkokříž Řádu Vitolda Velikého se zlatým řetězem – 13. června 2018[8]
- Lotyšsko
  -  velkokříž s řetězem Řádu tří hvězd – 6. června 2018[9]
- Lucembursko
  -  velkokříž Řádu Adolfa Nasavského
  -  velkokříž Řádu dubové koruny
- Mexiko
  -  velkokříž Řádu aztéckého orla – 2. listopadu 2009
- Německo
  -  velkokříž Záslužného řádu Spolkové republiky Německo
- Norsko
  -  velkokříž Řádu svatého Olafa – 1996
- Omán
  -  speciální třída Řádu Ománu
- Polsko
  -  Řád bílé orlice – 24. června 2014
- Portugalsko
  -  velkokříž s řetězem Řádu prince Jindřicha – 10. října 2017[10]
- Spojené arabské emiráty
  -  velkokříž Řádu unie – 9. ledna 2012
- Spojené království
  -  rytíř Podvazkového řádu – 23. října 2018
- Španělsko
  -  velkokříž Řádu Isabely Katolické – 19. října 2001 – udělil král Juan Carlos I.[11]
- Švédsko
  -  rytíř Řádu Serafínů – 24. listopadu 1993
- Thajsko
  -  řetěz Řádu Chula Chom Klao – 19. ledna 2004[12]
- Venezuela
  -  velkokříž Řádu osvoboditele – 2006